# Hi Tek 3

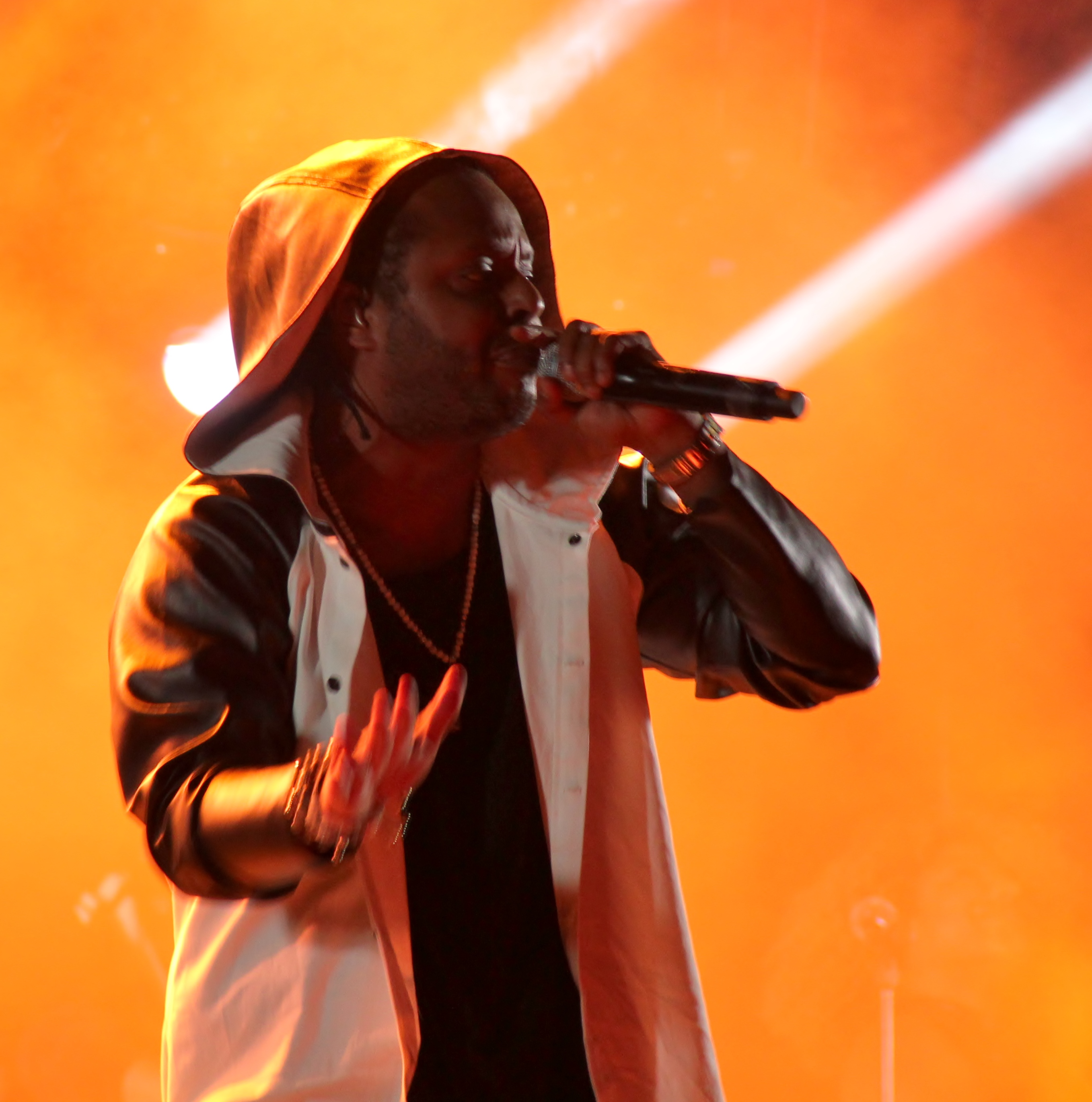
Yosef Wolde-Mariam, 2015

Hi Tek 3, auch Hi-Tek 3, war ein belgisches Dance-Projekt, bestehend aus den Produzenten El Sati, Kovali und Yosef Wolde-Mariam, das von 1989 bis 1991 existierte und zwei Singles sowie ein Album veröffentlichte.

## Werdegang
Für die Debütsingle Spin That Wheel, die Ende 1989 erschien, holte sich das Trio Unterstützung beim Technotronic-Produzenten Jo Bogaert und der Rapperin Ya Kid K, die auch auf diversen Technotronic-Hits zu hören ist. Das gemeinsame Lied, dessen David-Morales-Mix auch Bestandteil des Technotronic-Albums Trip on This – The Remixes ist, stand im Februar 1990 für drei Wochen in den britischen Charts und erreichte Platz 69. Im September des Jahres stieg Spin That Wheel ein zweites Mal in die englische Hitparade und schaffte während seines siebenwöchigen Chartaufenthalts den Sprung unter die Top 20. In den US-Single-Charts kam der Track auf Platz 69, in den US-Dance-Charts kletterte er sogar auf Rang 3.
Die Folgesingle Come On and Dance, eine Kollaboration mit dem belgischen DJ Frank De Wulf und dem Rapper MC Shamrock aka Shalamon Baskin, die noch im selben Jahr erschien, konnte nicht an den Erfolg des Vorgängers anschließen und verfehlte eine Chartnotierung. 1991 fand das Projekt Hi Tek 3 ein Ende. Yosef Wolde-Mariam wurde ab 1992 Teil des Duos Madcon, das bis heute erfolgreich ist. 

## Mitglieder
- El Sati (eigentlich Stijn Willem Jozef Lauwers)
- Kovali (eigentlich Koenraad Johan M. Van-Lishout)
- Yosef Wolde-Mariam

## Diskografie

### Alben
| Jahr | Titel                      | Höchstplatzierung, Gesamtwochen, AuszeichnungChartsChartplatzierungen (Jahr, Titel, Platzierungen, Wochen, Auszeichnungen, Anmerkungen) | Anmerkungen                                                                                |
| Jahr | Titel                      | UK | Anmerkungen                                                                                |
| ---- | -------------------------- | --- | ------------------------------------------------------------------------------------------ |
| 1990 | Trip on This – The Remixes | UK7 Gold · (14 Wo.)UK | Erstveröffentlichung: 18. September 1990 Technotronic feat. Hi Tek 3 Produzent: Jo Bogaert |

Weitere Alben
- 1990: The Easiest Way

### Singles
| Jahr | Titel Album                                        | Höchstplatzierung, Gesamtwochen, AuszeichnungChartplatzierungen (Jahr, Titel, Album, Platzierungen, Wochen, Auszeichnungen, Anmerkungen) | Höchstplatzierung, Gesamtwochen, AuszeichnungChartplatzierungen (Jahr, Titel, Album, Platzierungen, Wochen, Auszeichnungen, Anmerkungen) | Höchstplatzierung, Gesamtwochen, AuszeichnungChartplatzierungen (Jahr, Titel, Album, Platzierungen, Wochen, Auszeichnungen, Anmerkungen) | Höchstplatzierung, Gesamtwochen, AuszeichnungChartplatzierungen (Jahr, Titel, Album, Platzierungen, Wochen, Auszeichnungen, Anmerkungen) | Höchstplatzierung, Gesamtwochen, AuszeichnungChartplatzierungen (Jahr, Titel, Album, Platzierungen, Wochen, Auszeichnungen, Anmerkungen) | Anmerkungen                                                                                                |
| Jahr | Titel Album                                        | UK | US | R&B | Dance | BEF | Anmerkungen                                                                                                |
| ---- | -------------------------------------------------- | --- | --- | --- | --- | --- | --- |
| 1989 | Spin That Wheel (Turtles Get Real) The Easiest Way | UK15 (10 Wo.)UK | US69 (7 Wo.)US | R&B39 (8 Wo.)R&B | Dance3 (8 Wo.)Dance | BEF21 (10 Wo.)BEF | feat. Ya Kid K vom Soundtrack des Films Turtles Produzenten: Hi Tek 3, Jo Bogaert Autoren: El Sati, Kovali |
| 1990 | Come On and Dance The Easiest Way                  | — | — | — | — | — | feat. MC Shamrock Produzenten: Hi Tek 3, Frank De Wulf Autoren: El Sati, Kovali, Shalamon Baskin, Yosev    |

## Auszeichnungen für Musikverkäufe
| Goldene Schallplatte - Australien - 1990: für die Single Spin That Wheel |

Anmerkung: Auszeichnungen in Ländern aus den Charttabellen bzw. Chartboxen sind in ebendiesen zu finden.
| Land/RegionAuszeichnungen für Musikverkäufe (Land/Region, Auszeichnungen, Verkäufe, Quellen) | Gold     | Platin | Verkäufe | Quellen     |
| -------------------------------------------------------------------------------------------- | -------- | ------ | -------- | ----------- |
| Australien (ARIA)                                                                            | Gold1    | —      | 35.000   | aria.com.au |
| Vereinigtes Königreich (BPI)                                                                 | Gold1    | —      | 100.000  | bpi.co.uk   |
| Insgesamt                                                                                    | 2× Gold2 | —      |          |             |